# Mistrzostwa Europy w Short Tracku 2009
13. Mistrzostwa Europy w Short Tracku 2009 odbyły się we włoskim Turynie, w dniach 16-18 stycznia 2009.

## Reprezentacja Polski

### kobiety
- Agnieszka Bawerna
- Aida Bella – 5. (500 m), 25. (1000 m), 26. (wielobój)
- Patrycja Maliszewska – 21. (500 m), 19. (1000 m), 22. (1500 m), 22. (wielobój)
- Karolina Regucka
- Anna Romanowicz
  - sztafeta (Romanowicz, Regucka, Bella, Maliszewska) - 6.

### mężczyźni
- Adam Filipowicz
- Jakub Jaworski
- Bartosz Konopko – 15. (500 m), 18. (1500 m), 25. (wielobój)
- Dariusz Kulesza – 25. (500 m), 22. (1000 m), 33. (1500 m), 26. (wielobój)
- Rafał Piórecki
  - sztafeta (Jaworski, Konopko, Kulesza, Piórecki) - 5.

## Klasyfikacja medalowa
| Miejsce | Państwo  | Złoto | Srebro | Brąz | Razem |
| ------- | -------- | ----- | ------ | ---- | ----- |
| 1       | Włochy   | 6     | 3      | 2    | 11    |
| 2       | Czechy   | 2     | 1      | 0    | 3     |
| 3       | Węgry    | 1     | 1      | 6    | 8     |
| 4       | Łotwa    | 1     | 1      | 1    | 3     |
| 5       | Belgia   | 1     | 0      | 0    | 1     |
| 5       | Rosja    | 1     | 0      | 0    | 1     |
| 7       | Francja  | 0     | 3      | 1    | 4     |
| 8       | Holandia | 0     | 1      | 1    | 2     |
| 9       | Bułgaria | 0     | 1      | 0    | 1     |
| 9       | Niemcy   | 0     | 1      | 0    | 1     |
| 11      | Austria  | 0     | 0      | 1    | 1     |
| Razem   | Razem    | 12    | 12     | 12   | 36    |

## Medale
| Konkurencja | Złoto                                                                        | Srebro                                                                           | Brąz                                                                             |
| Mężczyźni   |                                                                              |                                                                                  |                                                                                  |
| 500 metrów  | Nicola Rodigari · Włochy                                                     | Viktor Knoch · Węgry                                                             | Yuri Confortola · Włochy                                                         |
| 1000 metrów | Wim De Deyne · Belgia                                                        | Yuri Confortola · Włochy                                                         | Viktor Knoch · Węgry                                                             |
| 1500 metrów | Haralds Silovs · Łotwa                                                       | Nicola Rodigari · Włochy                                                         | Viktor Knoch · Węgry                                                             |
| 5000 metrów | Rusłan Zacharow · Rosja                                                      | Nicola Rodigari · Włochy                                                         | Haralds Silovs · Łotwa                                                           |
| Sztafeta    | Włochy · Yuri Confortola · Claudio Rinaldi · Nicola Rodigari · Roberto Serra | Holandia · Daan Breeuwsma · Niels Kerstholt · Sjinkie Knegt · Freek van der Wart | Węgry · Peter Darazs · Gábor Galambos · Viktor Knoch · Bence Beres               |
| Wielobój    | Nicola Rodigari · Włochy                                                     | Haralds Silovs · Łotwa                                                           | Viktor Knoch · Węgry                                                             |
| Kobiety     |                                                                              |                                                                                  |                                                                                  |
| 500 metrów  | Arianna Fontana · Włochy                                                     | Jewgenia Radanowa · Bułgaria                                                     | Erika Huszár · Węgry                                                             |
| 1000 metrów | Arianna Fontana · Włochy                                                     | Stéphanie Bouvier · Francja                                                      | Bernadett Heidum · Węgry                                                         |
| 1500 metrów | Kateřina Novotná · Czechy                                                    | Stéphanie Bouvier · Francja                                                      | Arianna Fontana · Włochy                                                         |
| 3000 metrów | Kateřina Novotná · Czechy                                                    | Stéphanie Bouvier · Francja                                                      | Veronika Windisch · Austria                                                      |
| Sztafeta    | Węgry · Erika Huszár · Rózsa Darázs · Bernadett Heidum · Andrea Keszler      | Niemcy · Aika Klein · Susanne Rudolph · Christin Priebst · Bianca Walter         | Holandia · Maaike Vos · Annita van Doorn · Liesbeth Mau Asam · Sanne van Kerkhof |
| Wielobój    | Arianna Fontana · Włochy                                                     | Kateřina Novotná · Czechy                                                        | Stéphanie Bouvier · Francja                                                      |